# Ciklofoszfamid
A ciklofoszfamid  (INN: cyclophosphamide) (Cytoxan, Endoxan, Neosar) egy  nitrogén mustár típusú alkiláló kemoterápiás szer, amely az oxazafoszforin vegyületcsoportba tartozik. Alkilálószerként a DNS guanin bázisához illeszt alkil csoportot, ami DNS keresztkötések kialakuláshoz vezet. Prodrug, azaz gyógyszer-előanyag, mivel az aktív formája a májban jön létre a citokróm-P450 enzimrendszer segítségével. 
Különféle típusú daganatok és autoimmun betegségek kezelésére használják.
A VIII. Magyar Gyógyszerkönyvben Cyclophosphamidum    néven hivatalos.  
 A ciklofoszfamid kezelés súlyos, potenciálisan életveszélyes mellékhatásokkal járhat, többek között másodlagosan kialakuló akut mieloid leukémiával vagy hólyagrákkal, vérzéses hólyaggyulladással, illetve meddőségel. Mindazonáltal a ciklofoszfamid gyakran alkalmazott kemoterápiás szer, mely szerepel az Egészségügyi Világszervezet legfontosabb gyógyszereket felsoroló 2013-as listájában.